# هابورگ، بایرن
شهر هابورگ، بایرندر ایالت بایرن در کشور آلمان واقع شده‌است.